# 取調
取調、取調べ、取り調べ（とりしらべ、英: Interrogation）とは、主に刑事訴訟法198条1項・2項に規定される犯罪に対する捜査のために検察官や司法警察職員が被疑者や参考人に対して出頭や供述を求める職務上の行為をいう。
同1項但書により、被疑者は逮捕または勾留されている場合を除いて、出頭を拒否または途中退席することができる旨を規定しているため、実務上、被疑者が逮捕または勾留されている場合には取調室への出頭義務および取調室での滞留義務があると解されており、最高裁も身体の拘束を受けている被疑者に取調のために出頭し、滞留する義務があると解することが直ちに被疑者からその意思に反して供述することを拒否する自由を奪うことを意味するものでないことは明らかであるとしている。
同2項には、被疑者に対する取調に際し、黙秘権を告知しなければならない旨も規定されている。
同3項・4項・5項で、被疑者の供述は調書に録取され、その内容を被疑者に閲覧させ、または読み聞かせて誤りがないかどうかを問い、被疑者が増減変更の申立てをしたときは、その供述を調書に記載し、被疑者に署名押印を求めることができる旨も規定されている。同法322条1項により、供述調書は後の公判で証拠とされることが多い。
同法223条1項により、捜査機関は犯罪の捜査に際して必要があるときは、被害者、目撃者等の被疑者以外の第三者の出頭を求め、取調をすることができる旨が規定されており、これを参考人取調とよぶ。同法321条1項2号・3号により、参考人の供述は調書に録取され、後の公判で証拠となることが多い。
同法301条の2により、自白偏重捜査・公判手続を改革するため、取調可視化制度が導入され、裁判員裁判対象事件および検察官の独自捜査事件について、原則として取調の録音・録画が義務づけられた。ただし、録音・録画の対象は逮捕・勾留されている被疑者についての取調および弁解録取手続に限られる。
なお、同法43条3項・4項に裁判所が決定や命令を発するにあたって「事実の取調をすることができる」旨が、197条1項に捜査のために「必要な取調をすることができる」旨が、282条1項に「公判期日における取調」に関し、299条1項に「証拠書類又は証拠物の取調」に関し、それぞれ規定されている（これら以外の条文にも）など、刑事訴訟法において広く「事実や証拠の調査」といった意味で使用されている語句でもある。

## テクニック
- PEACEモデル（英語版） - イギリスで開発された事情聴取のテクニック。
- リード・テクニック(リード式尋問法) - アメリカで開発された事情聴取テクニック。
- 良い警官・悪い警官 - 事情聴取のテクニック。
- 誘導質問（英語版）、誤導尋問[5]

中国では、複数の人間が交代しながら質問責めにする"wheel battle" (chelunzhan)という方法がとられる(p252)。
自白剤などがあるが、医療関係者は医療倫理によって尋問や取り調べに関わることはできないとされている。また、肉体的・精神的診断は可能だが、詳細な情報は患者の同意なしに開示はできない。

## 取調べの可視化（録音・録画の義務化）
日本においては、2016年の刑事訴訟法等の一部改正において、裁判員裁判対象事件・検察官独自捜査事件で身体拘束下の被疑者取調べの全過程の録画が義務付けられ、2019年施行された。
平成23年7月8日から、特捜部における被疑者取調べの録音・録画について、機器の整備状況を踏まえた上で原則として全ての事件について試行を実施、取調べの全過程の録音・録画を含めて試行の対象するとし、最高検察庁内に監察指導部を設置した。供述誘導などの違法・不適正行為があった場合、監察指導部が内部調査・指導を行う。

### 日本以外
イギリスやアメリカの多くの州のほか、オーストラリア、韓国、香港、台湾などでも義務化されている。
アメリカでは、2000年代に多くの州が録画を義務化した。また、取調べについて手続きを行えば、Brady法理に基づき録音・録画した資料を入手可能であるが、様々な問題を抱えており機能してない面もある。
カナダでは、ブリティッシュコロンビア州最高裁判所の命令によって、性暴力を受けた先住民女性へ行った取調の動画公開が行われた。

## 不適切な取り調べ
日本で行われた2024年の1年間の取り調べ件数は約109万件で、6件の取り調べで8件の不適切な行為があった。便宜供与や便宜供与の約束が3件、直接または間接に有形力を行使が2件、やむを得ない場合を除いた身体接触が1件、困惑させるような言動1件、人の尊厳を著しく害するような言動1件であった。

## 記事の一覧
記事名に「取調」・「取り調べ」を含むもの。
- 取調受忍義務
- 旧高旧領取調帳
- 議事体裁取調所
- 音楽取調掛
- 図画取調掛
- 法律取調委員会
- 取り調べ可視化法